# Stefan Biskupski (duchowny)
Stefan Biskupski (ur. 1 kwietnia 1895 w Koluszkach, zm. 31 maja 1973 w Warszawie) – polski duchowny katolicki, profesor prawa kanonicznego na Uniwersytecie Warszawskim i w Akademii Teologii Katolickiej, wikariusz kapitulny diecezji warmińskiej.

## Życiorys
Pochodził z rodziny urzędniczej, był synem Edmunda i Stanisławy z Wiśniewskich. Uczęszczał do gimnazjum w Łodzi i Gimnazjum im. Piusa X we Włocławku. W latach 1912–1917 odbył studia filozoficzne i teologiczne we włocławskim seminarium duchownym, jeszcze w czasie nauki pełniąc funkcję prefekta w Radomsku. Święcenia kapłańskie przyjął 1 października 1917 z rąk biskupa Stanisława Zdzitowieckiego. Kontynuował następnie studia specjalistyczne na Uniwersytecie Warszawskim (1918–1922), gdzie w 1928 uzyskał dyplom doktora prawa kanonicznego na podstawie rozprawy O nowe prawo małżeńskie w Polsce.
Przez krótki czas pełnił funkcję prefekta gimnazjum w Łasku, w latach 1923–1932 był prefektem Komunalnego Seminarium Nauczycielskiego we Włocławku, gdzie uczył także historii i propedeutyki. Od 1926 wykładał w seminarium duchownym we Włocławku. Od 1932 prowadził wykłady zlecone na Wydziale Teologii Katolickiej Uniwersytetu Warszawskiego, uzyskując w 1937 habilitację (rozprawa Obrońca węzła w kanonicznym procesie małżeńskim).
W 1939 został uwięziony przez Niemców w Lądzie, w latach 1940–1945 przebywał w obozach koncentracyjnych Oranienburg-Sachsenhausen i Dachau. Bezpośrednio po wyzwoleniu pozostał na kilka miesięcy we Francji, gdzie uczestniczył w pracach nad organizacją Polskiego Seminarium Duchownego. Po powrocie do Polski objął utworzoną na Uniwersytecie Warszawskim katedrę historii prawa kanonicznego, a także wznowił wykłady w seminarium włocławskim. Na Uniwersytecie Warszawskim był początkowo zastępcą profesora, od listopada 1946 profesorem nadzwyczajnym.
1 kwietnia 1954 został mianowany profesorem zwyczajnym. Na Akademii Teologii Katolickiej, utworzonej w miejsce zlikwidowanego Wydziału Teologii Katolickiej Uniwersytetu Warszawskiego, kierował w latach 1954–1966 Katedrą Kościelnego Prawa Cywilnego oraz pełnił funkcję dziekana Wydziału Prawa Kanonicznego. Przez pewien czas pracę naukową i dydaktyczną łączył z funkcję wikariusza kapitulnego diecezji warmińskiej (1953–1956). Liczne obowiązki sprawiły, że rozluźnieniu uległy kontakty z Włocławkiem, w związku z czym w 1953 zrezygnował z prowadzenia wykładów w tamtejszym Wyższym Seminarium Duchownym, a w 1965 złożył także godność kanonika kapituły włocławskiej. W 1966 przeszedł na emeryturę. Stale mieszkał w Warszawie, mimo podeszłego wieku kontynuując badania naukowe.
Zmarł w Warszawie, pochowany został jednak na własne życzenie we Włocławku, a jego księgozbiór włączono do zbiorów włocławskiej Biblioteki Seminaryjnej.

## Wikariusz kapitulny diecezji warmińskiej
Diecezją warmińską kierował tymczasowo w skomplikowanej sytuacji polskiego kościoła po aresztowaniu prymasa Stefana Wyszyńskiego. Tuż po aresztowaniu Wyszyńskiego zatrzymany został również warmiński wikariusz kapitulny Wojciech Zink i 3 października 1953 kapituła warmińska wybrała w jego miejsce Jana Hanowskiego. Wyboru tego nie zaakceptował przewodniczący Konferencji Episkopatu Polski biskup Michał Klepacz (zgłosił zarzut formalny, iż w tym wyborze uczestniczył nieuprawniony ks. Stefan Zajkowski, będący jedynie kanonikiem honorowym), który jednocześnie uzgodnił z władzami państwowymi kandydaturę Stefana Biskupskiego na tymczasowego rządcę diecezji warmińskiej. Formalnego wyboru Biskupskiego na wikariusza kapitulnego kapituła dokonała 11 października 1953, w ostatnim dniu dopuszczalnym prawem kanonicznym i w okrojonym składzie (jedynie 3-osobowym: Józef Łapot, Augustyn Szarnowski i Leon Kamiński). Biskupski objął urząd 13 października, dwa dni potem wystosował orędzie do duchowieństwa i wiernych. 16 października biskup Klepacz nadał mu prawa i obowiązki biskupa rezydencjalnego, z wyjątkiem tych, które wymagałyby charakteru biskupiego; otrzymał prawo bierzmowania, posługiwania się mitrą i pastorałem oraz używania przywilejów protonotariusza apostolskiego de numero participantium.
Biskupski dokonał obsady wakujących stanowisk w kurii diecezjalnej (kanclerza, referenta do spraw nauczania i śpiewu kościelnego, mianował nowego notariusza); jego poprzednik Wojciech Zink pozostawił kilka stanowisk nieobsadzonych wobec zgłaszanych sprzeciwów ze strony władz państwowych. Nowy wikariusz kapitulny wprowadził także comiesięczne tzw. Godziny Święte dla duchowieństwa z Olsztyna i okolic, obejmujące adorację Najświętszego Sakramentu oraz konferencje ascetyczne lub naukowe odczyty, prowadzone przez profesorów Akademii Teologii Katolickiej i seminarium olsztyńskiego. Zarządził egzaminy jurysdykcyjne dla księży, obejmujące zagadnienia teologii dogmatycznej, teologii moralnej, prawa kanonicznego i liturgii, oraz egzaminy wikariuszowskie, niezbędne do uzyskania samodzielnych stanowisk. Zajął się kwestią ujednolicenia uposażenia wikariuszy. Skonkretyzował również podejmowane przez Wojciech Zinka (a wcześniej Teodora Benscha) działania na rzecz księży-emerytów, tworząc dla nich dom emeryta w Ornecie pod opieką sióstr katarzynek (1955).
W 1954 doprowadził do wznowienia „Warmińskich Wiadomości Diecezjalnych” (pod redakcją ks. Franciszka Bryxa), wydawanych początkowo jako kwartalnik, potem dwumiesięcznik. Wznowienie działalności wydawniczej objęło wkrótce także inne publikacje, jako pierwszy ukazał się w 1954 Zbiór pieśni nabożnych dla Warmii i Mazur. Śpiewnik diecezji warmińskiej w opracowaniu ks. Antoniego Sikorskiego. W ramach dążenia do ujednolicenia i repolonizacji diecezjalnego życia liturgicznego Biskupski nakłonił przewodniczącego Konferencji Episkopatu biskupa Klepacza do zmian w kalendarzu liturgicznym diecezji; wprowadzono m.in. wspomnienia świętego Stanisława Męczennika, Matki Boskiej Częstochowskiej i świętego Stanisława Kostki oraz uroczystości dziękczynne za zwycięstwo pod Grunwaldem, a także polski rytuał wystawiania Najświętszego Sakramentu. Z innych działań Biskupskiego jako zwierzchnika diecezji można wymienić wydłużenie do dwóch lat okresu przygotowawczego do pierwszej komunii (1954) czy zarządzenie zabezpieczania Eucharystii przez wbudowywanie ogniotrwałego tabernakulum (po serii kilku przypadków znieważenia Eucharystii latem 1954, zarządził wówczas także odprawianie nabożeństw ekspiacyjnych).
Cieniem na pozytywne działania ks. Biskupskiego, które m.in. doprowadziły do usprawnienia pracy kurii, kładła się jego uległa postawa wobec władz państwowych. Wikariusz kapitulny odbywał regularne comiesięczne spotkania z przewodniczącym Wojewódzkiej Rady Narodowej Juliuszem Malewskim oraz kierownikiem Samodzielnego Referatu do Spraw Wyznań Leopoldem Topczewskim, dostosowując się do większości poleceń. Na żądanie władz dokonywał zmian proboszczów i dziekanów, duchownych nakłaniał do składania państwowego ślubowania. Na okres pełnienia przez niego funkcji wikariusza kapitulnego przypadły liczne przypadki prób werbowania księży do współpracy z Urzędem Bezpieczeństwa, a także m.in. likwidacja modlitw w szkołach i zastąpienie ich apelami (1954), likwidacja nauki religii w szkołach zawodowych, żądania ukarania księży „łamiących praworządność ludową” i usunięcia rektora seminarium „Hosianum” Józefa Łapota. W sprawach tych Biskupski nie zabierał krytycznego głosu, potrafił natomiast przesunąć termin uroczystości zakończenia jubileuszowego Roku Maryjnego w grudniu 1954, by nie kolidował on z wyborami do rad narodowych, czy przypominać o obowiązku meldunkowym zakonników przybywających na rekolekcje wielkopostne, co w praktyce dawało władzom możliwość odmowy meldunku i tym samym zorganizowania rekolekcji. W piśmie z lutego 1955 Biskupski zwracał uwagę, by tematyka rekolekcji miała wyłącznie charakter religijny („omawianie prawd wiary winno mieć charakter pozytywny bez ustosunkowywania się do osób lub instytucji odmiennych ideologicznie”).
Oceniany przez władze jako osoba lojalna, w 1955 został przedstawiony do odznaczenia państwowego. Pracę na stanowisku wikariusza kapitulnego zakończył jesienią 1956 po wydarzeniach październikowych – 28 listopada 1956 prymas Wyszyński przyjął jego rezygnację. Jego następcą na czele diecezji został Tomasz Wilczyński, pierwszy od kilkunastu lat w diecezji nie administrator czy wikariusz kapitulny, a biskup (chociaż nadal bez pełnego tytułu biskupa warmińskiego).

## Praca naukowa
W pracy naukowej ks. Biskupski zajmował się przede wszystkim zagadnieniami prawa małżeńskiego. Tematyce tej poświęcił pracę doktorską O nowe prawo małżeńskie w Polsce (opublikowaną w 1932). W rozprawie habilitacyjnej Obrońca węzła w kanonicznym procesie małżeńskim przedstawił charakterystykę tego urzędu, podkreślając odrębność od urzędu promotora sprawiedliwości. Z innych ważnych prac można wymienić: Reforma prawa małżeńskiego w Polsce (1930), Zagadnienie obrońcy węzła małżeńskiego (1939), Prawo małżeńskie Kościoła rzymskokatolickiego (dwa tomy, 1956–1960, wydanie drugie 1971), Krzysztof Żurawski, polski kanonista XVII w. (1950), Stanowisko proboszcza w świetle prawa kanonicznego (1966). Łącznie ogłosił przeszło 100 publikacji naukowych. Był redaktorem XXXIII tomu Encyklopedii Kościelnej Nowodworskiego (1933), a w latach 1946–1950 redaktorem naczelnym „Ateneum Kapłańskiego”.
Zajmował się również martyrologią duchowieństwa polskiego w latach II wojny światowej. Tematyce tej poświęcił m.in. prace Księża polscy w niemieckich obozach (1946) i Męczeńskie biskupstwo ks. Michała Kozala (1955). Sam Biskupski występował jako świadek przed Najwyższym Trybunałem Narodowym w procesach zbrodniarzy hitlerowskich.

## Odznaczenia
- Krzyż Komandorski Orderu Odrodzenia Polski (1954)[2]
- Krzyż Oficerski Orderu Odrodzenia Polski (1948)[3]
- Medal 10-lecia Polski Ludowej (1955)[4]